# Castañuelas

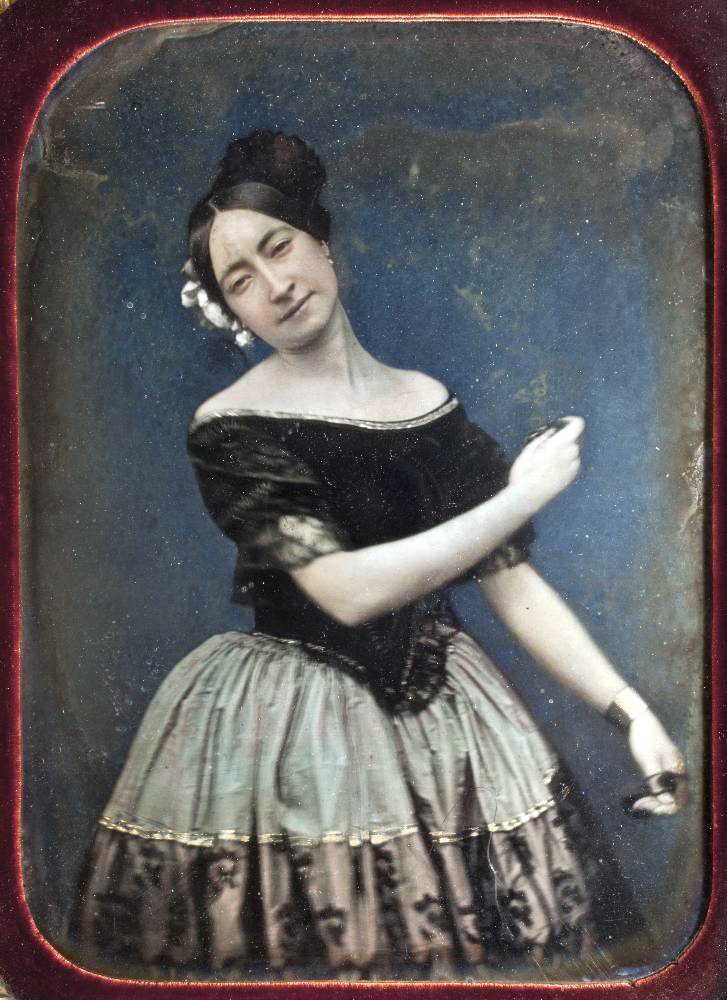
Bailarina de la escuela bolera, con castañuelas, hacia 1850. Daguerrotipo, Fototeca del IPCE.

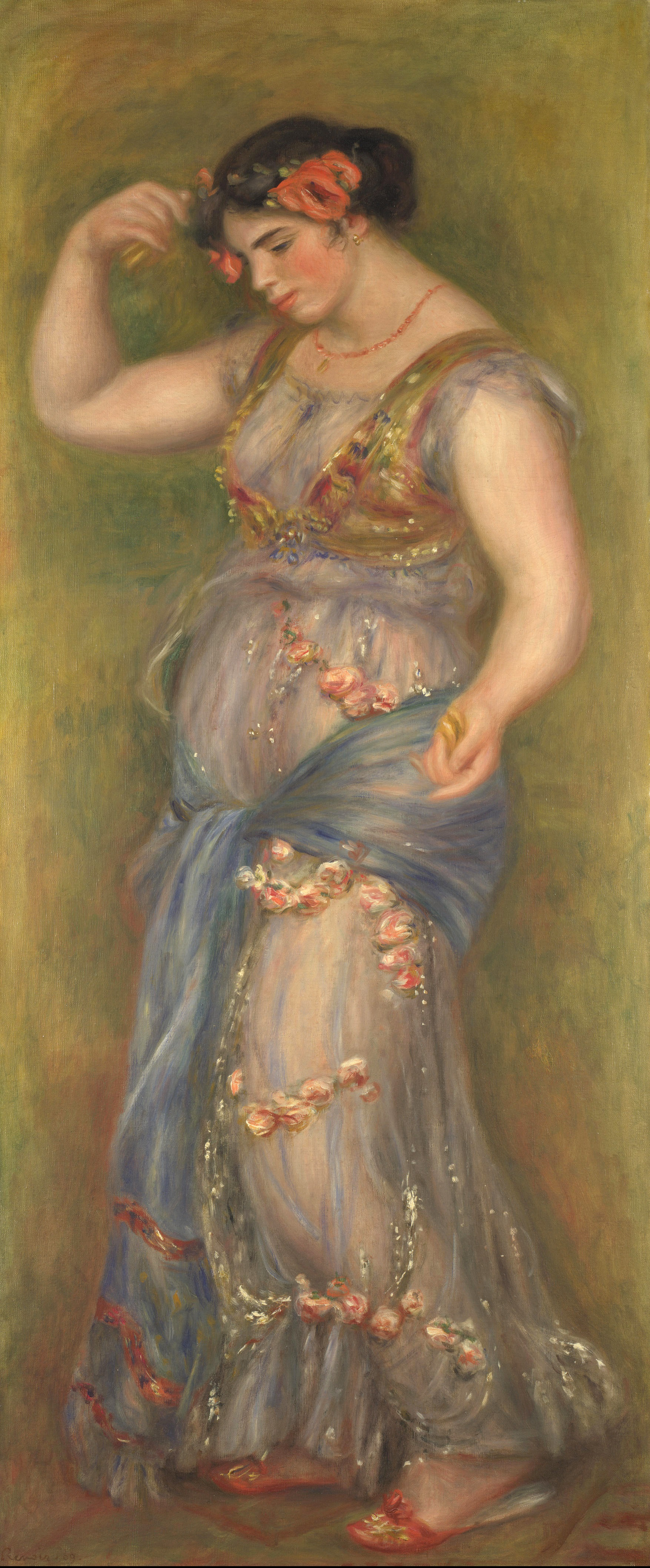
Bailarina con castañuelas de Renoir, 1909

Las castañuelas, o palillos, son un instrumento musical de percusión, formado por dos piezas de madera unidas por un cordón. Ya eran conocidas por los fenicios hace tres mil años.
Otros pueblos, como los egipcios, las utilizaron junto a los sistros y los crótalos, un instrumento de percusión similar, en rituales funerarios y religiosos como la Fiesta Sed. Las castañuelas también se utilizaban como instrumentos mágicos de protección contra los malos espíritus durante el nacimiento. Originalmente podían ser alargadas, rectas o curvadas en material de madera o de marfil y con algún motivo figurativo.
Gracias al comercio, se expandieron por los países del Mediterráneo, como la actual Croacia, o la Italia meridional; aunque España es el país que mejor ha conservado las castañuelas, desarrollando su uso, siendo uno de los instrumentos nacionales, al igual que la guitarra española, clásica o flamenca. Otros países donde las castañuelas tradicionalmente han tenido importancia son Portugal, Persia y Alemania.

## Características
De forma tradicional, la castañuela se sujeta al pulgar con el cordón que une sus dos mitades, que quedan suspendidas entre la palma de la mano y los dedos. Para hacerla sonar, ambas mitades se entrechocan con el movimiento de los dedos y un giro de muñeca. También existen con la forma de dos castañuelas unidas en sus extremos a un mango que hay que agitar o chocar.
Los tonos de los pares son distintos. El más bajo se llama macho y el más alto hembra. La castañuela aguda se coloca en la mano derecha y la grave en la mano izquierda. Si no sabe diferenciar el sonido, se puede distinguir porque la castañuela derecha tiene una muesca en la oreja (parte superior).

## Castañuelas en la música clásica
El guitarrista y compositor español Santiago de Murcia, de la época barroca, compuso variaciones para castañuelas en sus jácaras, que eran entreactos satíricos. Las variaciones son una técnica compositiva en que un tema se repite con cambios a lo largo de una pieza. Además compuso fandangos para guitarra y castañuelas, hacia 1730.
Hacia 1798, Luigi Boccherini, compositor y violonchelista italiano establecido en España, creó una obra en la que se incluyen las castañuelas, tal como suenan nítidamente en uno de los movimientos del quinteto para ballestas interpretado originalmente por el autor ante su mecenas el infante Luis de Borbón y Farnesio, hijo del rey Felipe V de España. 
Wagner, en 1845, incluyó —brevemente— castañuelas en la música de Venusberg de su ópera Tannhauser.
En el siglo XX, el maestro Joaquín Rodrigo compuso dos piezas para castañuelas, para Lucero Tena. Dos Danzas Españolas, para castañuelas y orquesta, se estrenó en 1966 en el Teatro Pérez Galdós, de Las Palmas de Gran Canaria.

## Bailarinas boleras delsigloXIX
La escuela bolera de baile se ha distinguido por el empleo de castañuelas y el movimiento de brazos. A mediados del siglo XIX, las mejores bailarinas boleras triunfaban en España y viajaban a París. Según José Blas Vega, investigador del arte flamenco, una de estas bailarinas fue retratada al daguerrotipo hacia el año 1850. Parece tratarse de la bailarina francesa Marie Guy-Stéphan, que actuó en el Teatro del Circo, en Madrid, entre los años 1843 y 1851. En España aprendió el baile bolero, y competía con las mejores bailarinas españolas.

## Castañuelas en el cine
Tras la etapa inicial del cine mudo (1895-1929), el sonido de las castañuelas pudo escucharse en los años 20, del siglo XX. Conchita Piquer, apareció tocando las castañuelas en la primera prueba de sincronización de imagen y sonido para el cine, dirigido por Lee de Forest en 1923. Antonia Mercé "La Argentina" grabó una danza acompañada de castañuelas en 1930. Carmen Amaya, la bailaora flamenca más universal, apareció tocando las castañuelas en una memorable secuencia de la película La hija de Juan Simón, del año 1935. Bailando durante tres minutos, sobre una mesa de madera, en un extraño local con arcos góticos, Carmen Amaya interpretaba el papel de una malévola bailarina, que se cruza en el camino del protagonista Angelillo. 
En 1936, Carmen Amaya fue la protagonista del largometraje español María de la O; bailando con castañuelas en una de las secuencias destacadas, inmediatamente antes de escuchar la famosa copla: María de la O, que desgraciadita gitana tu eres teniéndolo todo.
En el cortometraje cubano El embrujo del fandango, del año 1939, Carmen Amaya bailó con gran energía. Con un traje de estilo torero, se puso a zapatear briosamente y tocar las castañuelas. Al final un rótulo indicaba que era una película española rodada en Cuba. En 1945, repitió su actuación del embrujo del fandango, con otro traje de luces, en la película Los amores de un torero, en México. En un momento del baile, Carmen Amaya se acerca a la cámara con los brazos en alto, al estilo de un banderillero, pero con castañuelas.

## En la actualidad

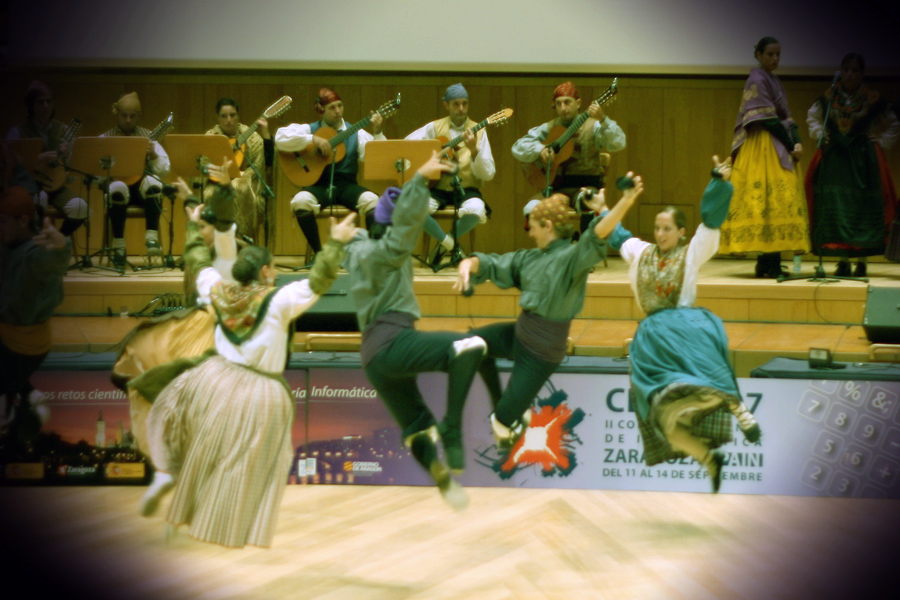
Jota aragonesa

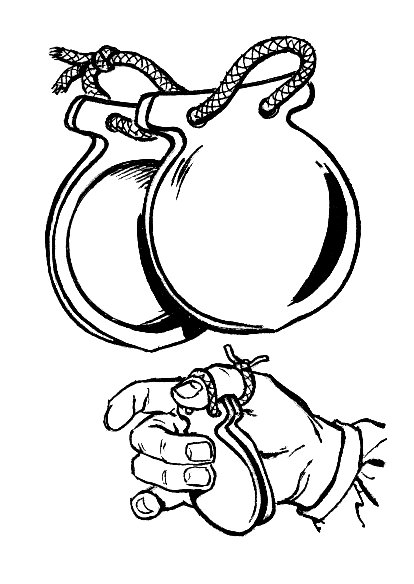
Dibujo didáctico

Las castañuelas se utilizan tanto para flamenco como para bailes tradicionales del folclore español. En muchos países de Iberoamérica también son utilizadas en su folclore.
Existen variantes locales de las castañuelas en Asturias, Galicia, Cantabria (Tarrañuilas), Aragón, Ibiza (Baleares) y en La Gomera y El Hierro (Canarias), recibiendo en estos dos últimos casos el nombre de chácaras. En la Región de Murcia, la Comunidad Valenciana, en la provincia de Almería y algunas zonas de Castilla-La Mancha las castañuelas se denominan "postizas" ("postisses" en valenciano) y son utilizadas para bailes folclóricos como la parranda y la jota, entre otros. 
José de Udaeta (1919-2009) fue un concertista español conocido internacionalmente, así como su discípulo José Luis Landry Pallarés (1952-2021). Otros nombres destacables son Carmen Amaya, Lucero Tena, Emma Maleras, Antonio Ruiz Soler, Tomás de Antequera, Scarlett Ketty Pazmiño Bravo, Daniel Soler de la Prada, Margarita Guerra, Antonio Najarro, Carmen de Vicente, Inma González, Mariemma, Consol Grau Melet, Montserrat Carles Garau, María Belén Cabanes Altés, Gaby Herzog, Dolors Lage, Teresa Laiz Monsalve, Tomás Martín, Jimena Zaras, José de la Vega, Mar Bezana Prats, Gamaliel Burgos, Amparo de Triana, Graciela Ríos Saiz, Gaby Herzog y Nina Corti. Vicente Escudero las incorporó metálicas (de aluminio y de bronce).
En cuanto a su nombre, la evolución es la que sigue: primero crúsmatas, luego crótalos, con posterioridad castañitas/castañetas y finalmente castañuelas/palillos.

## Técnica de aprendizaje
En la actualidad hay muchos concertistas profesionales de castañuelas. Pueden ser necesarios seis cursos para conseguir el dominio de este instrumento y practicar diariamente un promedio de 7 a 8 horas la rítmica y el tacto sensible.
Las pollopas son castañuelas económicas de plástico, pensadas para principiantes o niños. Las castañuelas de mejor calidad para conciertos se fabrican en exclusiva para cada cliente. Un dato importante es que existen diferentes tallas, adecuadas al tamaño de las manos de cada intérprete. Por ejemplo, un adulto de manos muy grandes necesitará mayores castañuelas.
Lo primero que hay que comprobar es que, de las dos castañuelas, cada una tiene un sonido diferente (una más agudo y la otra más grave).
La castañuela aguda (o hembra) se coloca en la mano derecha y la grave (o macho) en la mano izquierda (si no sabe diferenciar el sonido, se puede distinguir porque la castañuela derecha tiene una o varias línea/s incorporada/s en la parte superior, donde se separan las castañuelas). Deben colocarse en los dedos pulgares de cada mano, primero el extremo que tiene el nudo y luego el otro. Es imprescindible que las castañuelas queden bien ajustadas a los dedos pulgares, pero sin apretar excesivamente la concha ya que si no las resonancias no se producirían.
Para poder manejar bien las castañuelas es muy importante colocar los dedos correctamente. La posición adecuada es con las puntas de los dedos enfrentados y las palmas vueltas hacia el cuerpo.
La castañuela de la mano derecha se toca con los dedos: meñique y anular, corazón e índice. La castañuela de la mano izquierda hay que presionarla con los dedos corazón y anular al mismo tiempo.
El ritmo debe iniciarse con la mano derecha, cortando la última nota con el sonido de la castañuela izquierda.
Para conseguir un buen ritmo es conveniente saber que el tañido de castañuelas se basa en las diversas combinaciones de cinco elementos independientes:
- RI: Este toque se emplea solo con la mano derecha. Intentando mover la muñeca lo menos posible, debe haber cuatro golpes: el primero  con el dedo meñique; el segundo, con el dedo anular; el tercero, con el dedo corazón; y el cuarto, con el dedo índice. El toque original debe ejecutarse en un solo tiempo, aunque los principiantes suelen hacerlo en cuatro hasta internalizar el movimiento.
- A : Se le llama así al golpe que debe dar la mano izquierda a continuación de RI. Se da con los dedos anular y corazón simultáneamente y suele darse un poco más fuerte. RI-A está compuesto por dos tiempos: durante el primero deben ejecutarse los cuatro golpes del RI y en el segundo tiempo, se ejecuta el A. Otro toque típico es A-RI-A, que consiste de tres tiempos
- PI: Este toque se produce golpeando los dedos anular y corazón de la mano derecha, simultáneamente. Suele aparecer en combinaciones como A-RI-A-PI-A
- TA: Se produce cuando el toque A y el PI suenan juntos. Es decir, los dedos índice y corazón de ambas manos golpean las castañuelas simultáneamente. Combinaciones usuales pueden ser A-RI-A-TA, típico toque de Jota en tiempo de vals (3/4). El primer A se toca en el primer tiempo, luego se lían RI y A en el segundo y en el último, se toca el TA.
- CHI: Este toque consiste en el choque de las dos castañuelas (llamado posticeo). Para ello hay que llevar la mano derecha hacia la izquierda y entrechocar las dos castañuelas. Seguido a este, se suele ejecutar el TA.

Ejemplos de combinaciones más complejas pueden ser:
- RI-A-RI-A-TA-TA
- A-RI-A-TA, A-RI-A-TA, A-RI-A-TA-TA-TA-TA
- A-RI-A, CHI-TA, A-RI-A-PI-A
- A-RI-A-PI-A-RI-A-RI-A-PI-A

(Los acentos se encuentran señalizados en negrita)